# Borggårdskrise
Die Borggård-Krise war ein Verfassungskonflikt zwischen Schwedens König Gustav V. und dem liberalen Ministerpräsidenten Karl Staaff. Sie war der Höhepunkt eines Kampfes zwischen den royalistischen Konservativen und den Kräften, die sich für den Parlamentarismus einsetzten.
Die Liberalen hatten bei der Wahl 1911 eine Reduzierung der Verteidigungsausgaben versprochen und nach ihrem Wahlsieg gemeinsam mit den Sozialdemokraten durchgesetzt. Der geplante Bau von gepanzerten Kriegsschiffen, den sogenannten „F-Booten“, wurde gestrichen. Dies traf auf den Widerstand der Konservativen, die im Volk Geld für die Schiffe sammelten und eine große Bauerndemonstration planten. Karl Staaff kündigte am 21. Dezember 1913 an, dass die Verteidigung im kommenden Jahr mehr Mittel erhalten solle, finanziert durch höhere Steuern für die Reichen. Trotzdem wurde die Demonstration für höhere Verteidigungsausgaben am 6. Februar 1914 mit 30.000 Menschen durchgeführt. Dabei erklärte der König im Schlosshof (schwedisch Borggård) des Stockholmer Schlosses der versammelten Menge seine Unterstützung. Seine provokative Rede war von Konservativen, darunter Sven Hedin, entworfen worden, auch die Königin von Schweden brachte ihren Mann dazu, diese zu halten.
Als Ministerpräsident Staaff den König daraufhin daran erinnerte, dass ein parlamentarisches System seinen Ausschluss aus der Parteipolitik bedeute, wies der König dies zurück und sagte, er werde „das Recht auf freie Kommunikation mit dem schwedischen Volk nicht aufgeben“. Die Regierung trat umgehend zurück, der König ernannte eine konservative Regierung unter der Führung von Hjalmar Hammarskjöld und es gab Neuwahlen. Die Demokratisierung Schwedens wurde gestoppt, allerdings einige Jahre später nachgeholt.
Der ursprüngliche Konflikt löste sich im Juni 1914 dadurch auf, dass mit dem bevorstehenden Ausbruch des Ersten Weltkriegs die höheren Verteidigungsausgaben auch im Parlament eine Mehrheit fanden.